# Chorenta aquilus
Chorenta aquilus är en skalbaggsart som först beskrevs av Thomson 1865.  Chorenta aquilus ingår i släktet Chorenta och familjen långhorningar. Inga underarter finns listade i Catalogue of Life.